# Рајац (Неготин)
Рајац је насеље у Србији у општини Неготин у Борском округу. Према попису из 2022. у насељу је било 192 становника (према попису из 2011. било је 275 становника, према попису из 2002. било је 436 становника а према попису из 1991. било је 599 становника).

## Географске одлике
Рајац је виноградарско ратарско-сточарско сеоско насеље збијеног типа удаљено 22 km јужно од Неготина. Смештено је на просечно 80 метара надморске висине, на левој долинској страни Тимока, десне притоке Дунава. Северна географска ширина насеља је од 44° 05’ 19”, источна географска дужина 22° 33’ 32”, а површина атара 1.291 хектар. Од Неготина се до овог насеља може стићи директним асфалтним путем преко Вељкова и Рогљева.
Рајац је североисточно од Тамнича, атар му захвата равницу поред Тимока и југоисточни део заравни на западу од села. Куће су испод Белог Брега, стрмог завршетка заравни а многе су у северозападном крају, те насеље са лепом црквом, гледано се железничке пруге Ниш-Прахово, показују живописну планинску варошицу.

## Историја
Спада у стара српска насеља (расељена, па касније обновљена). Помиње су у време турске владавине (као насеље Орашац) 1530/1531. године са 40 - 50 кућа и године 1586. са 18 кућа. Касније се помиње као „пусто насеље“ Rajaz (на Лангеровој карти почетком 18. века), а потом и као насељено место.
На Лангеровој карти Rajaz је пусто насеље а на карти „Темишварски Банат“ је насељено место Rayatz. Село се доцније не спомиње све до 1807. године, када је забележено „Рајац: Иван кнез“ а 1811. године Рајац. Године 1846. имало је 135 кућа, 1866. – 207 кућа, а 1924. године 324 куће. На Лангеровој карти је забележено пусто место Lazkova, данашње место Лацково, о томе предање каже да му се становништво преселило у Рајац.
Најјача традиција је о досељавању са Косова. Помињу се и касније досељеници, такозване Ере из западне Србије, можда Ужица или долине Ибра, који су формирали некадашњу Мишићеву малу. Има досељеника Влаха, из влашких села у Бугарској, који су потпуно посрбљени.
Данашње насеље обједињује две одвојене физиономске целине: Рајац (Село) главни део насеља са четири „мале“ (Горња, Мишићева, Самплетска и Камењарска) и Пивнице (Рајачке пивнице, сезонско насеље где се прерађује грожђе и држи вино и ракија) 2 km северно од центра насеља (сада значајан споменички комплекс — етно-парк).
У самом насељу су измећу два светска рата живеле следеће фамилије: Славковци (слава Ћирило и Методије), Самплети, Бировићи, Костићи, Видићи, Качари, Милићи или Пајкићи (слава Свети Никола), Мишковци са Банковцима (слава Ђурђевдан), Рајковчићи, Дачићи, Пујкићи, Мишићи и Перићи (слава Свети Врачи), Лилкићи, Ивићи, Матићи, Рашићи, Пиплићи (слава Свети Враčи), Рајковчићи (слава Свети Јован), Метровићи, Пајићи и Матићи (слава Свети Јован), Савићи, Бабићи и Такићи (слава Ђурђевдан), Златковићи (слава Свети Никола), Ружићи и Станојкићи (слава Свети Арханђео), Ђукићи (слава Свети Јован), Ђорићи, Јагодићи (Јанкићи, Јоцићи и Станићи), Миљковци или Здравковковићи (слава Свети Никола), Гијоши, Цојкинци, Ранчићи, Дрндаревићи, Јагликићи или Стојчићи (слава Свети Никола), Недељковићи и Чорбићи (слава Видовдан), Гадићи или Босићи (слава Свети Јован), Галићи и Јоновићи (слава Света Параскева), Атанасковићи (Бркићи) и Јеремићи (слава Свети Јован), Станисављевићи (слава Свети Јован), Миловановићи (слава Свети Василије), Стевановићи и Жикићи (слава Света Петка), Попићи (слава Света Петка), Милосављевићи (слава Свети Трифун), Мариновци (слава Свети Јован) и Њикуловићи (слава Света Параскева).
Заветина насеља је Света Тројица.
Православни храм Вазнесења Господњег, чији дан је и црквена слава, подигнут је 1870. године.
Основна школа у насељу је почела са радом 1866. године. Школске 2006/2007. године је имала 130 ученика.
Земљорадничка задруга у Рајцу је основана 1898. године (обновљена 1947. године као Земљорадничка виноградарска набавно-продајна задруга, а каснијим променама као општа земљорадничка задруга „Вино“ Рајац). Данас ради самостално под називом Земљорадничка задруга „Рајачке пивнице“. Сељачка радна задруга „Момчило Ранковић“ у Рајцу је радила од 1947. до 1955. године (престала са радом одлуком скупштине задругара). Електричну расвету Рајац добија 1948. године, Дом културе 1962. године, сеоски водовод 1978, асфалтни пут 1980, а телефонске везе са светом 1985. године.

## Демографија
Становништво Рајца је српско староседелачко и досељено.
Године 1921. године Рајац је имао 327 кућа и 1.512 становника, 1948. - 331 кућу и 1.447 становника, а 2002. године 339 кућа. У иностранству из овог насеља 2007. године ради 21 становник (Немачка, Шведска, Аустрија).
Према последњем попису из 2022. године у Рајцу је живело 192 становника што је за 83 мање у односу на 2011. када је на попису било 275 становника. У насељу живи 182 пунолетних становника, а просечна старост становништва износи 56,08 година (53,43 код мушкараца и 58,73 код жена).
Према подацима пописа из 2022. у насељу има 102 домаћинства, а просечан број чланова по домаћинству је 1,88 а према истом попису у насељу има 395 стамбених јединица од којих је 163 насељених.
Ово насеље је скоро потпуно насељено Србима (према попису из 2002. године), а у свим послератним пописима примећен је пад у броју становника.
|  |

| Демографија | Демографија | Демографија |
| Година      | Становника  | Становника  |
| ----------- | ----------- | ----------- |
| 1948.       | 1.447       |             |
| 1953.       | 1.431       |             |
| 1961.       | 1.341       |             |
| 1971.       | 1.055       |             |
| 1981.       | 776         |             |
| 1991.       | 599         | 575         |
| 2002.       | 436         | 449         |
| 2011.       | 275         |             |
| 2022.       | 192         |             |

| Етнички састав према попису из 2002.‍ | Етнички састав према попису из 2002.‍ | Етнички састав према попису из 2002.‍ | Етнички састав према попису из 2002.‍ | Етнички састав према попису из 2002.‍ |
| ------------------------------------ | ------------------------------------ | ------------------------------------ | ------------------------------------ | ------------------------------------ |
|                                      |                                      |                                      |                                      |                                      |
| Срби                                 | Срби                                 |                                      | 413                                  | 94,72%                               |
| Румуни                               | Румуни                               |                                      | 5                                    | 1,14%                                |
| Хрвати                               | Хрвати                               |                                      | 3                                    | 0,68%                                |
| Власи                                | Власи                                |                                      | 3                                    | 0,68%                                |
| Црногорци                            | Црногорци                            |                                      | 1                                    | 0,22%                                |
| Немци                                | Немци                                |                                      | 1                                    | 0,22%                                |
| Македонци                            | Македонци                            |                                      | 1                                    | 0,22%                                |
| Југословени                          | Југословени                          |                                      | 1                                    | 0,22%                                |
| непознато                            | непознато                            |                                      | 6                                    | 1,37%                                |

| \| \| м \| \| \| ж \| \| ? \| 0 \| \| \| 0 \| \| 80+ \| 10 \| \| \| 42 \| \| 75—79 \| 14 \| \| \| 21 \| \| 70—74 \| 22 \| \| \| 37 \| \| 65—69 \| 25 \| \| \| 22 \| \| 60—64 \| 21 \| \| \| 31 \| \| 55—59 \| 10 \| \| \| 11 \| \| 50—54 \| 17 \| \| \| 13 \| \| 45—49 \| 15 \| \| \| 10 \| \| 40—44 \| 10 \| \| \| 6 \| \| 35—39 \| 7 \| \| \| 10 \| \| 30—34 \| 7 \| \| \| 4 \| \| 25—29 \| 2 \| \| \| 10 \| \| 20—24 \| 6 \| \| \| 8 \| \| 15—19 \| 6 \| \| \| 6 \| \| 10—14 \| 9 \| \| \| 10 \| \| 5—9 \| 4 \| \| \| 4 \| \| 0—4 \| 3 \| \| \| 3 \| \| Просек : \| 53,7 \| \| \| 58,7 \| |      |  |  |      |
| |      |  |  |      |
| | м    |  |  | ж    |
| ? | 0    |  |  | 0    |
| 80+ | 10   |  |  | 42   |
| 75—79 | 14   |  |  | 21   |
| 70—74 | 22   |  |  | 37   |
| 65—69 | 25   |  |  | 22   |
| 60—64 | 21   |  |  | 31   |
| 55—59 | 10   |  |  | 11   |
| 50—54 | 17   |  |  | 13   |
| 45—49 | 15   |  |  | 10   |
| 40—44 | 10   |  |  | 6    |
| 35—39 | 7    |  |  | 10   |
| 30—34 | 7    |  |  | 4    |
| 25—29 | 2    |  |  | 10   |
| 20—24 | 6    |  |  | 8    |
| 15—19 | 6    |  |  | 6    |
| 10—14 | 9    |  |  | 10   |
| 5—9 | 4    |  |  | 4    |
| 0—4 | 3    |  |  | 3    |
| Просек : | 53,7 |  |  | 58,7 |

| Година пописа     | 1948. | 1953. | 1961. | 1971. | 1981. | 1991. | 2002. |
| ----------------- | ----- | ----- | ----- | ----- | ----- | ----- | ----- |
| Број домаћинстава | 331   | 343   | 337   | 308   | 285   | 249   | 194   |

| Број чланова      | 1  | 2  | 3  | 4  | 5 | 6 | 7 | 8 | 9 | 10 и више | Просек |
| ----------------- | -- | -- | -- | -- | - | - | - | - | - | --------- | ------ |
| Број домаћинстава | 69 | 69 | 22 | 22 | 7 | 2 | 1 | 2 | 0 | 0         | 2,22   |

| Пол    | Укупно | Неожењен/Неудата | Ожењен/Удата | Удовац/Удовица | Разведен/Разведена | Непознато |
| ------ | ------ | ---------------- | ------------ | -------------- | ------------------ | --------- |
| Мушки  | 172    | 30               | 117          | 17             | 8                  | 0         |
| Женски | 231    | 19               | 115          | 82             | 15                 | 0         |
| УКУПНО | 403    | 49               | 232          | 99             | 23                 | 0         |

| Пол    | Укупно                    | Пољопривреда, лов и шумарство | Рибарство                            | Вађење руде и камена | Прерађивачка индустрија       |
| ------ | ------------------------- | ----------------------------- | ------------------------------------ | -------------------- | ----------------------------- |
| Мушки  | 51                        | 15                            | 0                                    | 0                    | 7                             |
| Женски | 33                        | 20                            | 0                                    | 0                    | 1                             |
| Укупно | 84                        | 35                            | 0                                    | 0                    | 8                             |
|        |                           |                               |                                      |                      |                               |
| Пол    | Производња и снабдевање   | Грађевинарство                | Трговина                             | Хотели и ресторани   | Саобраћај, складиштење и везе |
| Мушки  | 0                         | 6                             | 4                                    | 0                    | 8                             |
| Женски | 0                         | 2                             | 3                                    | 2                    | 0                             |
| Укупно | 0                         | 8                             | 7                                    | 2                    | 8                             |
|        |                           |                               |                                      |                      |                               |
| Пол    | Финансијско посредовање   | Некретнине                    | Државна управа и одбрана             | Образовање           | Здравствени и социјални рад   |
| Мушки  | 0                         | 0                             | 3                                    | 4                    | 0                             |
| Женски | 0                         | 0                             | 0                                    | 2                    | 2                             |
| Укупно | 0                         | 0                             | 3                                    | 6                    | 2                             |
|        |                           |                               |                                      |                      |                               |
| Пол    | Остале услужне активности | Приватна домаћинства          | Екстериторијалне организације и тела | Непознато            | Непознато                     |
| Мушки  | 1                         | 0                             | 0                                    | 3                    | 3                             |
| Женски | 0                         | 0                             | 0                                    | 1                    | 1                             |
| Укупно | 1                         | 0                             | 0                                    | 4                    | 4                             |